# Jun Mizukoshi
Jun Mizukoshi (水越 潤 Mizukoshi Jun?, nacido el 15 de enero de 1975 en Nara) es un exfutbolista japonés. Jugaba de centrocampista y su último club fue el Nara Club de Japón.

## Trayectoria

### Clubes
| Club                | País         | Año         |
| ------------------- | ------------ | ----------- |
| Takada FC           | Japón        | 1997        |
| Albirex Niigata     | Japón        | 1997 - 1999 |
| Jatco TT            | Japón        | 2000        |
| EHC Hoensbroek      | Países Bajos | 2001        |
| Ventforet Kofu      | Japón        | 2001 - 2005 |
| New Wave Kitakyushu | Japón        | 2006 - 2007 |
| TDK                 | Japón        | 2006        |
| Diablossa Takada FC | Japón        | 2008        |
| Nara Club           | Japón        | 2008 - 2010 |